# Фешко Юрій Юрійович
Ю́рій Ю́рійович Фешко́ (1 травня 1994 — 9 жовтня 2018) — старший солдат Збройних сил України, учасник російсько-української війни.

## Життєпис
Народився 1994 року у селі Оленівка (Магдалинівський район, Дніпропетровська область). Захоплювався спортом, неодноразовий чемпіон району та області, захищав честь школи у змаганнях з футболу і легкої атлетики. Закінчив 9 класів Оленівської школи, по тому — Кам'янський коледж фізичного виховання — за фахом вчителя фізичного виховання.
Строкову службу проходив у Нацгвардії в Павлограді, груднем 2016-го вступив на військову службу за контрактом в ЗСУ. Старший солдат, командир бойової машини — командир відділення 1-го взводу 7-ї «шаленої» роти 3-го механізованого батальйону 72-ї бригади. Пройшов бої за Авдіївку — починав на опорному пункті «Зеніт» неподалік Донецького аеропорту. Планував вчитися в школі сержантів — а потім отримати офіцерське звання.
9 жовтня 2018 року загинув в районі селища Новолуганське від кульового поранення у грудну клітку під час обстрілу (з кулемета ДШК) на Світлодарській дузі. Відпрацював, свою роботу зробив, відходив до траншеї та трішки не встиг. Тоді на Світлодарському напрямку противник обстріляв українські позиції поблизу смт Луганське та селища Новолуганське з мінометів 120-го та 82-го калібру, гранатометів й великокаліберних кулеметів.
12 жовтня 2018-го похований в Оленівці поряд із могилами рідні.
Без Юрія лишились батьки, брат і наречена.

## Нагороди та вшанування
- указом Президента України № 411/2018 від 5 грудня 2018 року «за особисту мужність і самовіддані дії, виявлені у захисті державного суверенітету та територіальної цілісності України, зразкового виконання військового обов'язку» — нагороджений орденом «За мужність» III ступеня (посмертно)[1]